# Каршеринг

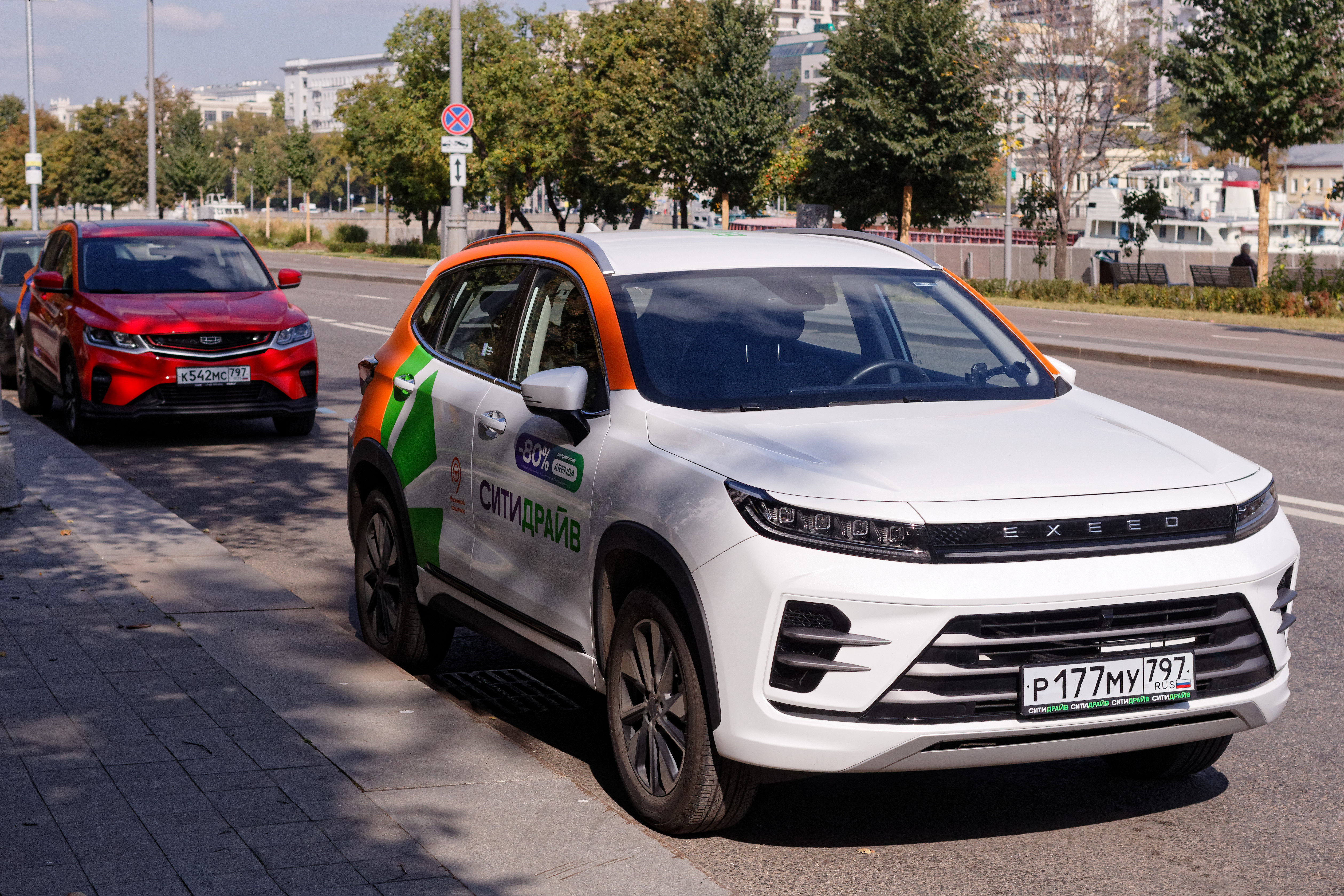
Новинки каршеринга в Москве (2023): Exeed LX сервиса «Ситидрайв» и Geely Coolray сервиса «Яндекс Драйв» (красный, на заднем плане)

Карше́ринг (англ. carsharing от car «легковой автомобиль» и sharing «совместное использование, передача другому» от англ. (to) share «поделиться»; carsharing — американский вариант названия явления, в других англоязычных странах используются названия car clubs, self-drive, lift scheme) — краткосрочная аренда, прокат автомашины. Это вариант аренды автомобиля у профильных компаний (чаще всего для внутригородских или просто коротких поездок) или частных лиц (на любой срок и расстояние поездки — по договорённости). Такая модель аренды автомобилей удобна для периодического пользования автотранспортным средством или в случае, когда необходим автомобиль, отличный от марки, типа кузова и грузоподъёмности от обычно используемого.
Каршеринг является одним из глобальных направлений развития экономики совместного потребления, когда население отказывается от приобретения благ в собственность, дабы не нести ответственность и затраты, но продолжает иметь доступ ко всем достижениям научного прогресса, используя их совместное потребление. Услуги каршеринга доступны более чем в 1000 городах в десятках стран мира.

## История
Одним из первых городов в мире, где автомобили начали сдавать на прокат, был Цюрих в 1948 году. Постепенно началось развитие аренды автомобилей по всему миру и своего пика она достигла в 1960-е годы. В СССР прокат автомобилей появился с 1956 года, однако, он имел ряд ограничений и невысокое качество оказания услуг. К тому же, специальные стоянки с прокатными автомобилями были только в крупнейших городах страны. Поэтому уже в 1974 году аренда автотранспортных средств прекратила своё существование.

## Типы каршеринга

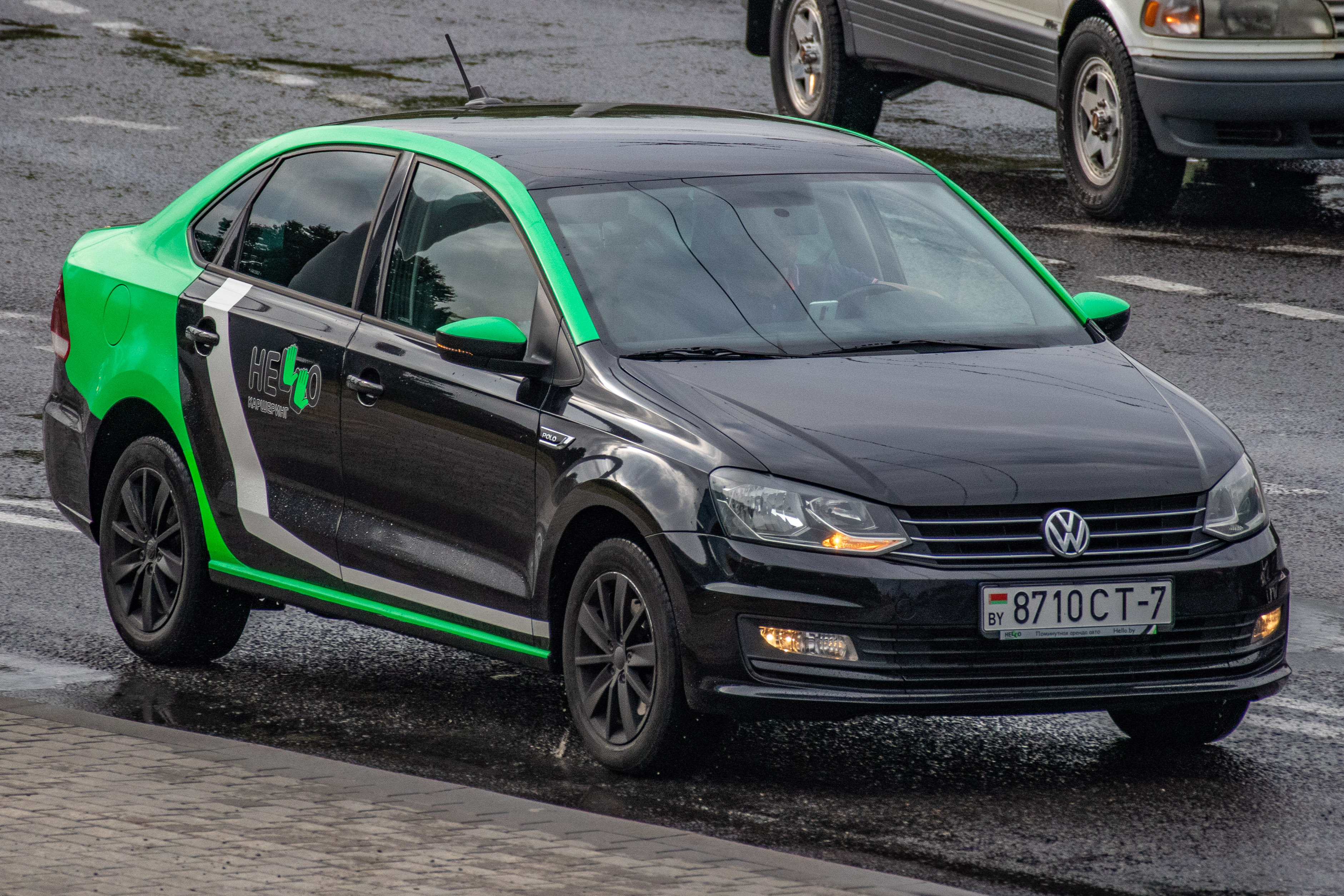
Volkswagen Polo Sedan каршеринга «Hello» в Минске (2021)

В целом каршеринг можно разделить на три типа потребления:

### Free-floating

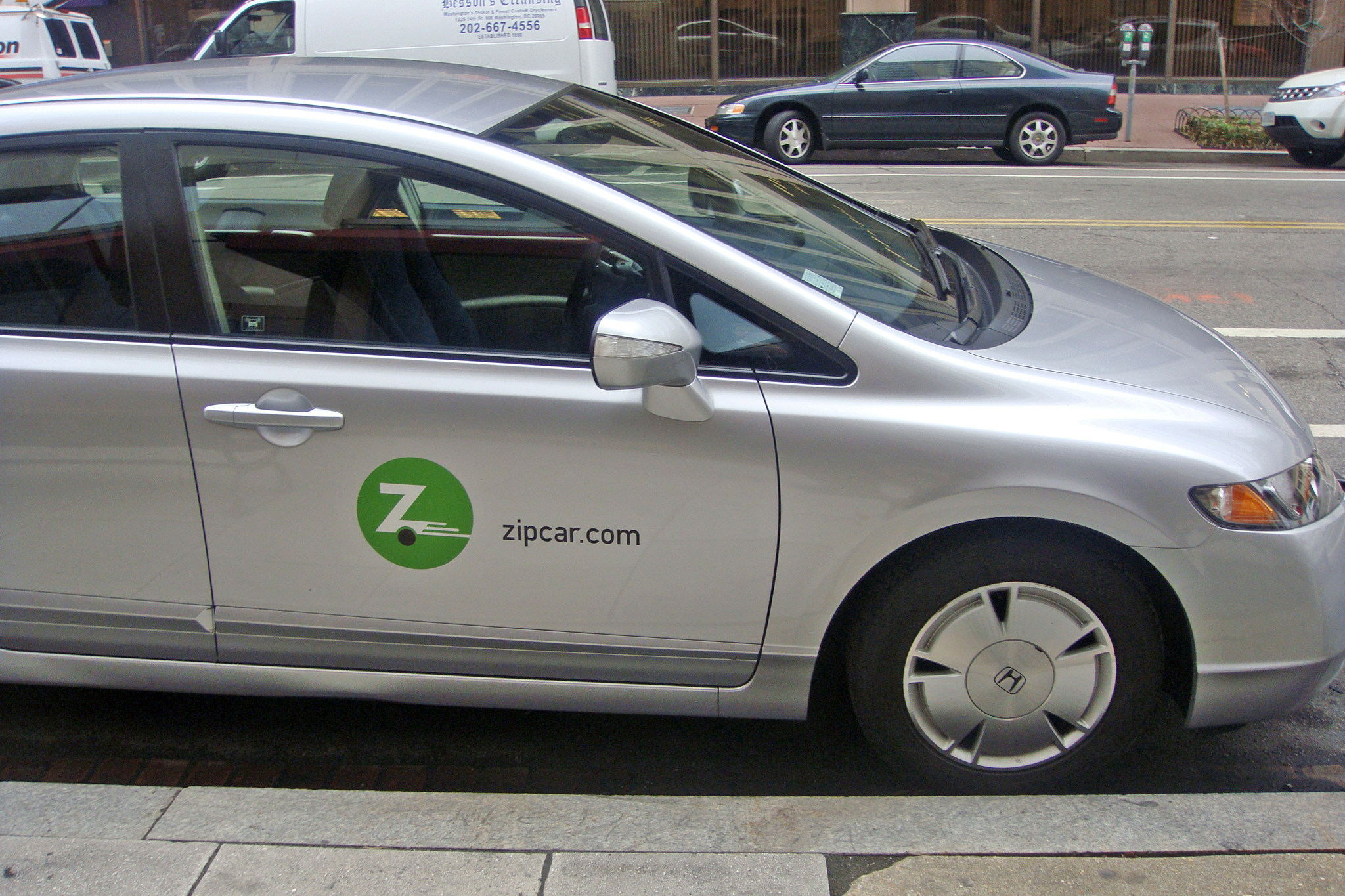
Автомобиль службы Zipcar, одной из крупнейших каршеринговых сетей в мире, в центре Вашингтона (2009)

Free-floating — краткосрочная аренда автомобиля с возможностью окончания поездки в удобных для водителей точках и местах, обозначенных знаком парковки. Такую модель реализуют каршеринговые компании, активно развивающиеся как на мировом, так и на российском рынке. Такой вид краткосрочной аренды автомобиля с поминутной или почасовой оплатой обычно используется для коротких внутригородских поездок.

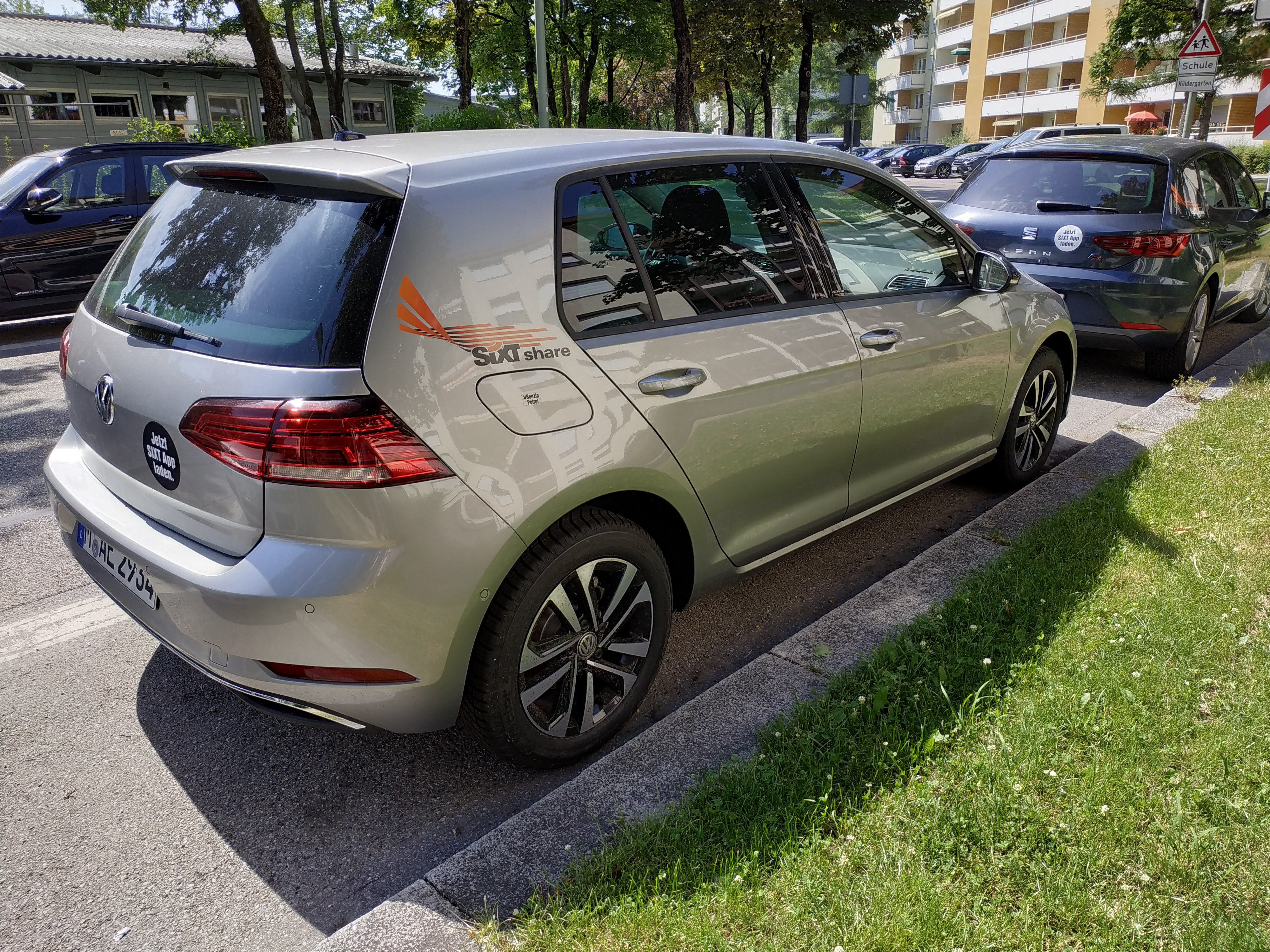
Немецкая компания Sixt, ранее предлагавшая лишь долгосрочную аренду, с запозданием пришла и на рынок каршеринга. Авто из каршеринга Sixt Share в Мюнхене (2019)

Обычно для того, чтобы воспользоваться автомобилями компании-оператора каршеринга, необходимо один раз заключить договор, в котором прописаны основные нюансы предоставления сервиса, права и обязанности сторон. После этого новый пользователь каршеринга получает право в любой момент воспользоваться любым свободным автомобилем данного сервиса. Технически для доступа к автомобилю может использоваться:
- Физическая карта доступа (HID, Mifare, EM-Marin и так далее). Например, немецкий сервис Car2go использует для этой цели обычное водительское удостоверение с RFID-меткой[3].
- Онлайн-бронирование свободных автомобилей через обозреватель. Этот способ предоставляет большинство сервисов каршеринга.
- Бронирование автомобиля через приложение для смартфона. Помимо собственных приложений операторов каршеринга также могут быть доступны приложения-агрегаторы независимых разработчиков.

В случае онлайн-бронирования или бронирования через приложение для смартфона пользователю обычно предоставляется 20 минут, чтобы добраться до выбранного автомобиля, в течение которых арендная плата не взимается. По истечении этого периода плата начинает взиматься по парковочному тарифу.

### Peer-to-peer
Peer-to-peer каршеринг — модель автопроката, работающая аналогично классической схеме каршеринга, однако автомобили чаще всего находятся в частной собственности или в собственности компаний, основным видом деятельности которых не является арендная/прокатная деятельность. Аренда автомобилей от частных лиц происходит в первую очередь с помощью онлайн-платформ, агрегирующих все частные предложения на одной площадке. Данная модель проката широко распространена в США, наиболее известны на этом рынке компании Turo и Getaround, однако начиная с 2017 года подобные сервисы стали предлагать и российские компании.
По состоянию на январь 2018 года на территории РФ услуги по модели peer-to-peer предоставляют 2 компании, являющиеся онлайн-агрегаторами предложений автомобилей: Darenta (действует с 2014 года) в базе — 1001 автомобиль от физических и юридических лиц; Rent A Ride (действует с апреля 2017 года) в базе — 4000 автомобилей от физических и юридических лиц. В ноябре 2017 года было анонсировано появление ещё одной компании — UseMyCar. В декабре 2018 года появилась еще одна компания — Carenty, в базе около 500 автомобилей.

### Fractional
Fractional каршеринг — модель так называемой дробной собственности, которая позволяет пользователям совместно содержать и использовать транспортное средство. Население кооперируется в группы по территориальному признаку или по интересам, приобретает в совместное пользование и эксплуатирует автомобиль либо парк разных по типу автомобилей.
По словам некоторых экспертов, жители мегаполисов всё меньше испытывают потребность в собственном автомобиле с ростом популярности системы каршеринга, а также других видов аренды транспортных средств.
Согласно исследованию компании Frost & Sullivan, на 2011 год в Европе существует около 700 000 подписчиков на услуги каршеринга. К 2020 году количество подписчиков вырастет до 15 000 000 человек, а количество доступных автомобилей — до 240 000.
Ряд крупных автомобильных концернов запускают собственные услуги передачи автомобилей пользователям без его приобретения в собственность. Этот сервис называют «автомобилями по подписке».

## Отличия от долгосрочной аренды
- арендовать свободный автомобиль можно 24 часа в сутки, 7 дней в неделю;
- бронирование, взятие и возврат машины автоматизированы;
- машины могут быть арендованы по минутам, часам или дням;
- все клиенты имеют членские карты (или зарегистрированы в приложении) и были предварительно одобрены к вождению;
- большое количество пунктов выдачи и возврата авто в городе (или зон), зачастую расположенных около метро и другого общественного транспорта;
- страховка, пользование городской парковкой и бензин обычно входят в стоимость аренды.

## Преимущества
Каршеринг позволяет сэкономить до 70 % совокупной стоимости транспорта для своих участников, так как они оплачивают только время, когда реально используют автомобиль. Участники каршеринг-клубов отмечают 47 % рост использования общественного транспорта, 10 % рост количества поездок на велосипеде и 26 % рост пеших прогулок. Это можно объяснять более эффективным использованием автомобиля, отказом от невынужденных поездок. Члены каршеринг-клубов, отказавшиеся от собственного авто, используют машины только тогда, когда они им действительно необходимы, и чаще ходят пешком. Каршеринг также призван сделать автомобиль более доступным. Однако, как продемонстрировало исследование Института транспортных исследований Калифорнийского университета, осведомлённость об этой услуге среди лиц, не владеющих автомобилем, находится на низком уровне.

## Недостатки

### Проблемы кибербезопасности
В 2018 году специалисты «Лаборатории Касперского» провели анализ 13-ти приложений по услугам каршеринга. Исследование показало, что найденные уязвимости позволяют хакерам взламывать учётные записи пользователей и арендовать машину за счёт другого клиента. Также киберпреступники могут выкрасть личные данные клиентов или отследить их передвижения, узнав тем самым домашний адрес пользователя. На момент исследования подобные преступления не практиковались, однако уже тогда хакеры продавали взломанные аккаунты в приложениях каршеринга. Изучению путей кибератак также подверглась вероятность обратной разработки приложений каршеринговых компаний. ЛК выявили, что только одна программа обладала защитой от недобросовестного клонирования, при этом защита от получения прав суперпользователя (позволяют злоумышленникам похищать персональную информацию) в нём отсутствовала. Эксперты отметили, что возможность взлома связана с тем, что сервисы каршеринга предоставляют пользователям слабые пароли и короткие коды для верификации. Также ЛК заявили, что приложения от американских и европейских компаний имеют более сильную защиту от кибератак по сравнению с российскими.

### Спорные случаи
Несмотря на то, что все каршеринговые автомобили застрахованы ОСАГО и КАСКО, для пользователя существуют риски, связанные с выплатами при нарушении условий сервиса.

## Каршеринг в России
В 2024 году крупнейшими операторами каршеринга в России являлись Делимобиль (32 тыс автомобилей), Ситидрайв (19 тыс.), Яндекс Драйв (17 тыс.) и BelkaCar (7 тыс.).